# Obersambach
Obersambach ist ein Gemeindeteil der Marktgemeinde Wiesentheid im unterfränkischen Landkreis Kitzingen.

## Geografische Lage
Die Einöde liegt auf der Gemarkung Untersambach am Rand einer Waldlichtung im äußersten Südosten des Wiesentheider Gemeindegebietes. Nördlich beginnt das Gebiet der Stadt Prichsenstadt, deren Ortsteil Rüdern liegt Obersambach am nächsten. In einiger Entfernung geht die Gemarkung in die des Geiselwinder Ortsteils Gräfenneuses über. Südlich liegt die Gemarkung von Abtswind, der Steigerwaldberg Friedrichsberg mit dem gleichnamigen Weiler erhebt sich nur wenige Meter entfernt. Westlich befindet sich Untersambach. Südlich fließt der Sambach vorbei und speist dort eine Anzahl Weiher.
Nächstgelegene größere Städte sind Gerolzhofen mit einer Entfernung von etwa 13 Kilometern und Kitzingen, das ungefähr 18 Kilometer entfernt ist.

## Geschichte
Erstmals genannt wurde Obersambach im Jahr 1356 als Johannes Zöllner zu Rimbach ein Lehen über dreieinhalb Huben im Dorf erhielt. Nochmals tauchte das Dorf Obersambach im Jahr 1413 in den Quellen auf. Einige Jahre später, 1457, werden einige Besitzer von vier Huben namentlich genannt. Die Gebrüder Götz und Hans von Wipfeld wurden als Lehensträger der Grafen zu Castell erwähnt.
Am 14. März 1466 tauchten weitere Personen auf, die im Dorf begütert waren: Einige Güter der Herren von Seinsheim/Schwarzenberg wurden an die Kartause Ilmbach veräußert. Damals wurde das Dorf „Obersampach“ genannt. 1498 kam es zum Streit zwischen den Gemeinden Abtswind und Obersambach. Beide Dörfer beanspruchten den Besitz des Waldstückes Kemrode. Das Dorf war zu diesem Zeitpunkt einer der größeren Weiler im Steigerwaldvorland.
Während des Deutschen Bauernkrieges im Jahr 1525 wurde „das ganze Dörflein hinweg gebrandt“ und lag fortan wüst. 1588 verkaufte Hans Fuchs von Dornheim zu Wiesentheid einige Feldgüter auf der Obersambacher Gemarkung an das Kloster im nahen Ilmbach. Ein Jahr später errichtete Fuchs von Dornheim eine Scheune in Obersambach. Sonst stand kein Haus mehr auf der Gemarkung. 1690 wurde die Flur Teil von Abtswind. Heute besteht Obersambach aus einem einzelnen Hof aus dem Jahr 1816. Im Schematismus der Diözese Würzburg (1859) und bei Heyberger, Schmitt, Wachter (1867) wird der Ort als Obersambacher Jägerhaus in der Gemeinde Untersambach aufgeführt, was auch mit der Bezeichnung Jägerhaus in der Karte der Uraufnahme (1808–1864) korrespondiert. Ab der ersten Ausgabe der Amtlichen Ortsverzeichnisse für Bayern wird Obersambach als Ort der Gemeinde Wiesentheid geführt.
Einwohnerentwicklung
| Jahr          | 1859  | 1871  | 1875  | 1885   | 1900   | 1925   | 1950   | 1961   | 1970   | 1987   |
| Einwohnerzahl | 3     | 4     | 3     | 4      | 8      | 6      | 7      | 2      | 2      | 2      |
| Quelle        | [ 8 ] | [ 7 ] | [ 9 ] | [ 10 ] | [ 11 ] | [ 12 ] | [ 13 ] | [ 14 ] | [ 15 ] | [ 16 ] |

## Sagen

### Die alte Größe
Über die Vergangenheit des Obersambacher Hofes entstanden mehrere Sagen in der Bevölkerung. So sollen die Obersambacher ihren Gemeindewald während einer Hungersnot für einen sehr geringen Preis verkauft haben. Daraufhin setzte der Niedergang des blühenden Dorfes ein. Ebenso geht die Sage um, dass die Siedlung erst im Dreißigjährigen Krieg zerstört wurde. Außerdem soll Untersambach früher eine Filiale der Kirche in Obersambach gewesen sein. Obersambach war also bedeutender als Untersambach.

### Der Goldgrubenschlag
Im Obersambacher Wald gab es einst einen Graben, der, wenn es regnete, voller Wasser lief. War es trocken, rauchte es aus dem Graben beständig. Die Sage spricht von einem Geist aus Gräfenneuses, der dorthin verbannt worden sein soll. Es soll sich um einen verstorbenen Bauern aus Gräfenneuses handeln, der von einem Schlotfeger in eine Flasche gebannt wurde. Als der Schlotfeger die Flasche den Töchtern des Bauern zeigte, fiel eine in Ohnmacht, während die andere glücklich über den Verbleib ihres Vaters war.
Im Goldgrubenschlag sollen die Glocken der Kirche von Obersambach vergraben worden sein. Wahrscheinlich hatte die Bevölkerung versucht, die Wertgegenstände aus der Kirche vor den anrückenden Bauern zu verstecken. Nachdem das Dorf untergegangen war, lebte keiner mehr, der das Versteck verraten konnte. In der Heiligen Nacht, zur Zeit der Mette,  hörten einige Personen die Glocken von Obersambach im Wald läuten. Dort geht auch die Sage um, dass Geld versteckt sei.
Nach historischen Karten liegt der Goldgrubenschlag knapp östlich von Obersambach, direkt südlich des Sambachs.